# Synema imitator
Synema imitator är en spindelart som först beskrevs av Pietro Pavesi 1883.  Synema imitator ingår i släktet Synema och familjen krabbspindlar. Utöver nominatformen finns också underarten S. i. meridionale.